# Plataforma per la llengua

Logotypen för Plataforma per la Llengua.

Plataforma per la Llengua (katalanska: 'plattform för språket'), PplL, är en ideell katalansk organisation, grundad 1993. Den samlar ett stort antal organisationer och individer som är engagerade i erkännandet och spridningen av katalanska språket. De huvudsakliga aktiviteterna omfattar skapandet av sociolinguistiska studier och kontinuerlig övervakning av den katalanska politiska och sociala ställningen. Detta sker i samarbete med andra organ, stiftelser och myndigheter.
I slutet av 2013 hade PplL 13 000 medlemmar, och den räknas ibland som den största språkbaserade lobbyorganisationen i Europa. Sedan grundandet har organisationen fått flera utmärkelser för sin verksamhet. Detta inkluderar 2008 Premi Nacional de Cultura ('det nationella kulturpriset') av  katalanska regionala regeringen, för sitt engagemang för att sprida det katalanska språket.
Organisationen är medlem i NPLD, den oberoende samlingsorganisationen för olika mindre europeiska språk. Plataforma per la Llengua har säte i Barcelona men verkar för språkets spridning i alla geografiska områden där katalanska talas.